# Енн Ньюман
Енн Ньюман (англ. Anne B. Newman; нар. 1955) — експертка з геріатрії та геронтології США.

## Біографія
Видатна вчена, яка досліджує епідеміологію та геронтологію. Вона отримала ступінь бакалавра, магістра та доктора медицини в Пітсбурзькому університеті. Основний фокус дослідження доктора Ньюмена — на атеросклероз, довголіття та те, які конкретні фактори дозволяють людям процвітати під час старіння. Вона добре розбирається в питаннях серцево-судинних захворювань, саркопенії та фізичних та психічних функцій організму. Народилася в Пенсильванії, зосередиласяся на геріатрії, геронтології та епідеміології. Вона була першою науковцею, яка отримала нагороду від Кетрін М. Детре, яка отримала відзнаку в університеті Пітсбурга на кафедрі науки про здоров'я населення. Вона широко опублікована і занесена до щорічної публікації ISI Web of Knowledge, яка найбільш цитується вченими за 2015 рік, як її опублікував Thomson Reuters. Ньюмен є членом Товариства честі « Дельта Омега» в галузі охорони здоров'я та Американського товариства епідеміології. Найвища кваліфікація доктора Ньюмена — у геріатричній медицині, і її сертифікація проводиться через Американську раду з внутрішньої медицини. Ньюмен живе в Пойнт Бриз Пенсільванії зі своїм чоловіком Френком Кірквудом. Вона — мати трьох дітей: Дану, Джо та Бріджит.

## Дослідження
Доктор Ньюмен розпочав свою дослідницьку кар'єру з 19-річного дослідження серцево-судинного здоров'я Національного інституту серця, легенів та крові в 1988 році, в якому оцінювали чоловіків та жінок 65-річних і більше за факторами ризику, наслідками та природною історією серцево-судинних захворювань. Вона також дослідила як маса тіла та вплив жирових тканин на нижній частині тіла (жирові відкладення на стегнах, стегнах і сідницях), підтверджуючи, що там, де зберігається жир, і його вплив на організм та на здоров'я. Вона дослідила вплив фітнесу на когнітивні, м'язові та фізичні функції у старінні та довголіття. Ньюмен брала участь і була головним слідчим для численних багаторічних досліджень, проведених із грантами Національного інституту охорони здоров'я та CDC на те, що стосується старіння. Зараз вона працює головним слідчим у клінічних випробуваннях Національного інституту зі старіння (NIA).